# Run This Town (filme)
Run This Town é um filme americano de drama de 2019 escrito e dirigido por Ricky Tollman. É estrelado por Ben Platt, Mena Massoud, Nina Dobrev, Scott Speedman, Gil Bellows, Jennifer Ehle, e Damian Lewis.
Teve sua estreia mundial na South by Southwest em 9 de março de 2019. Foi lançado nos Estados Unidos e no Canadá em 6 de março de 2020, pela Oscilloscope e Elevation Pictures.

## Premissa
O filme detalha o turbulento ano final da gestão de Rob Ford como prefeito de Toronto.

## Elenco
- Ben Platt como Bram Shriver
- Mena Massoud como Kamal Arafa
- Nina Dobrev como Ashley Pollock
- Scott Speedman como David
- Gil Bellows como Detective Lowey
- Jennifer Ehle como Judith
- Damian Lewis como Rob Ford
- Emmanuel Kabongo como Abe
- Hamza Haq como Detetive Sharma
- Justin Kelly como Neil

## Produção
Foi anunciado em março de 2018 que Ben Platt, Nina Dobrev, Mena Massoud e Damian Lewis foram escalados para o filme. As filmagens começaram no mês seguinte em Toronto, junto com a adição de Jennifer Ehle, Scott Speedman e Gil Bellows ao elenco. Lewis, interpretando o papel de Ford, foi visto no set com uma maquiagem extensa e vestindo um macacão.

## Lançamento
O filme teve sua estreia mundial na South by Southwest em 9 de março de 2019. Foi lançado comercialmente nos Estados Unidos e Canadá em 6 de março de 2020.